# Passer rating
Passer rating (às vezes referido como quarterback rating ou pass efficiency) é uma estatística que mede a eficiência de um passador (quase sempre o quarterback) no futebol americano e no canadense, levando em conta o número de passes tentados, de passes completos, de touchdowns, interceptações e de jardas aéreas. Há duas principais fórmulas para alcançar o passer rating, a primeira usada principalmente na NFL e na CFL e a segunda no futebol americano universitário.

## NFL e CFL
A fórmula para o cálculo do passer rating nas duas principais ligas profissionais de gridiron é complexa e envolve quatro equações, em que os parâmetros de porcentagem de passes completos, passes para touchdown, passes interceptados e jardas por tentativa são ponderados. O cálculo foi desenvolvido por Don Smith, do Pro Football Hall of Fame, para substituir os tradicionais rankings por número bruto de jardas aéreas. Os cálculos são os seguintes:
{\displaystyle a=\left({{\text{COMP}} \over {\text{ATT}}}-0,3\right)\times 5}
{\displaystyle b=\left({{\text{YARDS}} \over {\text{ATT}}}-3\right)\times 0,25}
{\displaystyle c=\left({{\text{TD}} \over {\text{ATT}}}\right)\times 20}
{\displaystyle d=2,375-\left({{\text{INT}} \over {\text{ATT}}}\times 25\right)}
onde
ATT = Passes tentados
COMP = Passes completos
YARDS = Jardas aéreas
TD = Passes para touchdown
INT = Passes interceptados

{\displaystyle PasserRating_{NFL}=\left({mm(a)+mm(b)+mm(c)+mm(d) \over 6}\right)\times 100}

onde {\displaystyle mm(x)={\text{max}}(0,{\text{min}}(x,2,375))}
Um passer rating perfeito, de acordo com essa fórmula, é de 158,3. Para obter tal marca, um jogador precisa, no mínimo, completar 77,5% dos passes, conseguir 12,5 jardas por tentativa, um touchdown em 11,875% das tentativas e não ser interceptado. O menor rating possível é 0, que é atingido quando o quarterback completa até 30% dos passes, ganha menos de 3 jardas por tentativa, não marca nenhum touchdown e é interceptado no mínimo em 9,5% dos lançamentos.

### AFL
A Arena Football League utiliza uma fórmula similar à usada na NFL. A única diferença entre ambas reside na forma em que o quesito touchdowns por tentativa é levado em conta. O quesito c da fórmula da NFL é, na fórmula da AFL, modificado para
{\displaystyle c_{AFL}=\left({{\text{TD}} \over {\text{ATT}}}\right)\times 15}
Assim, para obter um rating perfeito, é necessário marcar touchdown em 15,83% dos passes tentados. A finalidade da mudança da fórmula é aumentar o número de touchdowns realizados para a obtenção de um bom rating, já que no arena football ocorrem muito mais touchdowns por jogada, em decorrência do campo consideravelmente menor que o usado na NFL.

## NCAA
A fórmula usada no futebol americano universitário pela NCAA é a mais usada no futebol americano amador, incluindo o colegial. O cálculo é mais simples que o utilizado nas ligas profissionais, mas depende das mesmas estatísticas que este. Calcula-se a eficiência de passe no futebol americano amador da seguinte forma:
{\displaystyle PasserRating_{NCAA}={(8,4\times YDS)+(330\times TD)+(100\times COMP)-(200\times INT) \over ATT}}
O passer rating máximo de acordo com a fórmula da NCAA é 1261,6, que pressupõe um TD de 99 jardas em toda tentativa de passe e o  mínimo é -731,6, que ocorre quando toda tentativa de passe é completada para -99 jardas. Ter todas as tentativas interceptadas resulta em um rating de -200.

## Recordes

### NFL
O maior passer rating por jogadores com ao menos 1500 tentativas pertence a Aaron Rodgers, com a marca de 104,1 (entre 2005 e 2015). O mesmo jogador detém o recorde de rating em uma temporada, tendo atingido 122,5 em 2011. A melhor marca para um calouro é de Robert Griffin III, com 102,4 em 2012. O wide receiver Antwaan Randle El tem a melhor marca entre jogadores com ao menos 20 tentativas: 157,8.

### CFL
Dave Dickerson estabeleceu, com a marca de 118,8, o recorde por temporada em 2005. Também é dele a melhor marca por carreira, de 110,4. 

### AFL
O recorde em uma temporada da AFL é de 134,15 e pertence a Mark Grieb. A melhor marca entre os com ao menos 500 tentativas é de Chris Greisen, 127,23. 

### NCAA
Na Football Bowl Subdvision, antiga Divisão I-A, o mais alto nível da NCAA, o recorde pertence a Sam Bradford, que obteve 175,6 enquanto jogou por Oklahoma entre 2007 e 2009. O recordista em uma temporada é Russell Wilson, que passou para a marca de 191,8 defendendo Wisconsin na temporada de 2011. O recorde para um calouro é de 180,4 e foi estabelecido por Michael Vick, defendendo Virginia Tech em 1999.